# Martín Almada
Martín Almada (* 30. ledna 1937 Puerto Sastre – 30. března 2024 Asunción) byl paraguayský právník, publicista a bojovník za lidská práva.

## Životopis
Pocházel z chudé rodiny, od šesti let pracoval jako prodavač pečiva. Vystudoval pedagogiku a právo na Universidad Nacional de Asunción, založil v San Lorenzu družstevní školu Instituto Juan Bautista Alberdi a podporoval odborové hnutí. Na Universidad Nacional de La Plata v Argentině získal doktorát za práci o paraguayském vzdělávacím systému. Protože studie obsahovala tvrdou kritiku diktátora Alfreda Stroessnera, byl Almada v roce 1974 unesen tajnou policií, mučen a uvězněn ve městě Emboscada, jeho manželka drastické výslechy nepřežila. Díky intervenci organizace Amnesty International byl v roce 1977 propuštěn a odešel do Panamy, později pobýval v Paříži a pracoval pro UNESCO. Vydal knihu Paraguay La Carcel Olvidada (Paraguay, zapomenuté vězení), v níž popsal brutální praktiky paraguayského režimu.
Po Stroessnerově pádu se vrátil do vlasti a v roce 1992 se podílel na zveřejnění Archivů teroru. V roce 2002 mu byla udělena Cena za správný život. Založil nadaci Fundación Celestina Pérez de Almada, pojmenovanou po jeho zemřelé ženě, angažoval se v politické koalici Alianza Democrática Tricolor a podporoval ekologické projekty.
Zemřel 30. března 2024.